# بنای یادبود سووروف (سن پترزبورگ)
بنای یادبود سووروف (روسی: Памятник Суворову مجسمه برنزی ژنرالیسیمو الکساندر سووروف در سن پترزبورگ واقع شده است. این مجسمه در مرکز میدان سووروف، روبروی میدان مارس و پل ترینیتی و بین کاخ مرمر و عمارت سالتیکوف قرار دارد.
این بنا در سال ۱۷۹۹ به دستور امپراتور پاول اول برای بزرگداشت لشکرکشی سووروف به ایتالیا در همان سال ساخته شد و اجرای آن به مجسمه‌ساز میخائیل کوزلوفسکی سپرده شد. طرح او در اوایل سال ۱۸۰۰ تصویب شد و سووروف را در لباس تمثیلی خدای مریخ به تصویر می‌کشید. این مجسمه از برنز ریخته‌گری شد، اما نه پاول و نه سووروف زنده نماندند تا رونمایی از آن را که در ماه مه ۱۸۰۱ انجام شد، ببینند. این بنای یادبود، نشانگر تعدادی از اولین‌ها بود، این اولین بنای یادبود در روسیه برای شخصی غیر از یکی از اعضای خانواده امپراتوری بود و اولین باری بود که در طول زندگی این شخص، بنای یادبودی سفارش داده می‌شد. همچنین اولین بنای یادبود بزرگی بود که کاملاً توسط صنعتگران روسی ساخته شد.
قرار بود این بنای یادبود در ابتدا در گاتچینا قرار گیرد، هرچند این مکان به چمنزارهای تزاریتسین و بعدها به میدان مارس تغییر یافت. این بنا در حضور امپراتور الکساندر اول، بسیاری از ژنرال‌های او و پسر سووروف، آرکادی، رونمایی شد. این بنای یادبود در سال ۱۸۱۸ به عنوان بخشی از بازسازی کلی منطقه توسط معمار کارلو روسی به مکان فعلی خود منتقل شد. اکنون در مرکز میدان سووروف قرار دارد. پایه آن در دهه ۱۸۳۰ تعویض شد و از محاصره لنینگراد بدون آسیب جان سالم به در برد.

## کمیسیون
این بنای یادبود به دستور امپراتور پاول اول، برای بزرگداشت لشکرکشی سووروف به ایتالیا در سال ۱۷۹۹ ساخته شد، که برای آن عنوان پیروزی «شاهزاده ایتالیا» را دریافت کرد. روی پایه گرانیتی این کتیبه حک شده است: "شاهزاده ایتالیا، کنت سووروف-ریمنیکی. ۱۸۰۱."

## طراحی و اجرا

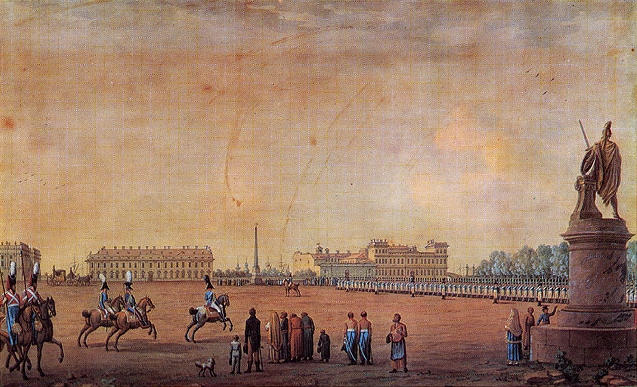
بنای یادبود، در سمت راست، در محل اصلی خود در سال ۱۸۰۷، در میدان مارس

مجسمه سووروف بین سال‌های ۱۷۹۹ تا ۱۸۰۱ توسط میخائیل کوزلوفسکی از برنز ساخته شد و طرح پیشنهادی او در ژانویه ۱۸۰۰ تصویب شد سووروف در لباس تمثیلی خدای مریخ، با شمشیری برافراشته در دست راست و سپری در دست چپ، با زره و کلاهخود کلاسیک به تصویر کشیده شده است. چهره این مجسمه دقیقاً شبیه سووروف نیست، اما قرار است نمادی از یک چهره «قهرمانانه» باشد. این مجسمه در کنار محرابی با نقش برجسته‌های ایمان، امید و عشق ایستاده است که بر روی آن تاج پاپ و تاج‌های اتریش و پادشاهی ساردینیا قرار گرفته و توسط سپر مجسمه که نشان ملی روسیه را بر خود دارد، محافظت می‌شود. کارتوش روی پایه توسط مجسمه‌هایی که نمایانگر نبوغ جلال هستند، پشتیبانی می‌شود.
این بنای یادبود توسط واسیلی اکیموف در کارگاه ریخته‌گری آکادمی سلطنتی هنرها از جنس برنز ریخته‌گری شد و نقش برجسته برنزی روی پایه آن توسط فئودور گوردیف تراشیده شده است. در توافقی که با اکیموف در ۱۲ اکتبر ۱۸۰۰ امضا شد، مقرر شد که مجسمه تا ۱ آوریل ۱۸۰۱ ریخته‌گری و صیقل داده شود. با این حال، ریخته‌گری با حجم کار بسیار سنگینی روبرو بود، زیرا دروازه‌های قلعه میخائیلوفسکی و مجسمه‌ها، کاسه‌ها و گلدان‌های آبشار بزرگ در کاخ پترهوف در آنجا ریخته‌گری می‌شدند و در نتیجه ساخت این بنای یادبود با تأخیرهایی مواجه شد. پایه از سنگ مرمر به طرح آندری ورونیخین و با استفاده از مواد باقی مانده از ساخت کلیسای جامع سنت ایزاک ساخته شد. کوزلوفسکی چندین شکایت علیه پیمانکاران سازنده پایه مطرح کرد و آنها را به کار ضعیف متهم کرد. پس از تکمیل، مجسمه ۳٫۳۷ متر (۱۱٫۱ فوت) ارتفاع دارد. با پایه ۴٫۰۵ متر (۱۳٫۳ فوت) ارتفاع. رسماً در 17 مه [سبک قدیمی: 5 May] ۱۸۰۱ رونمایی شد. این اولین بنای یادبود در روسیه برای شخصی غیر از عضوی از خانواده امپراتوری یا اسلاف اولیه آن بود و اولین باری بود که یک بنای یادبود در طول زندگی شخص سفارش داده می‌شد. همچنین اولین بنای یادبود بزرگی بود که کاملاً توسط صنعتگران روسی ساخته شده بود. در این رویداد، نه سووروف و نه پاول زنده نماندند تا تکمیل آن را ببینند. سووروف در ماه مه ۱۸۰۰ درگذشت، در حالی که پاول در جریان کودتای کاخ در مارس ۱۸۰۱ کشته شد. در عوض، امپراتور جدید، پسر پاول، الکساندر اول، به همراه بسیاری از ژنرال‌هایش و پسر سووروف، آرکادی، در مراسم رونمایی شرکت کردند.

## مکان

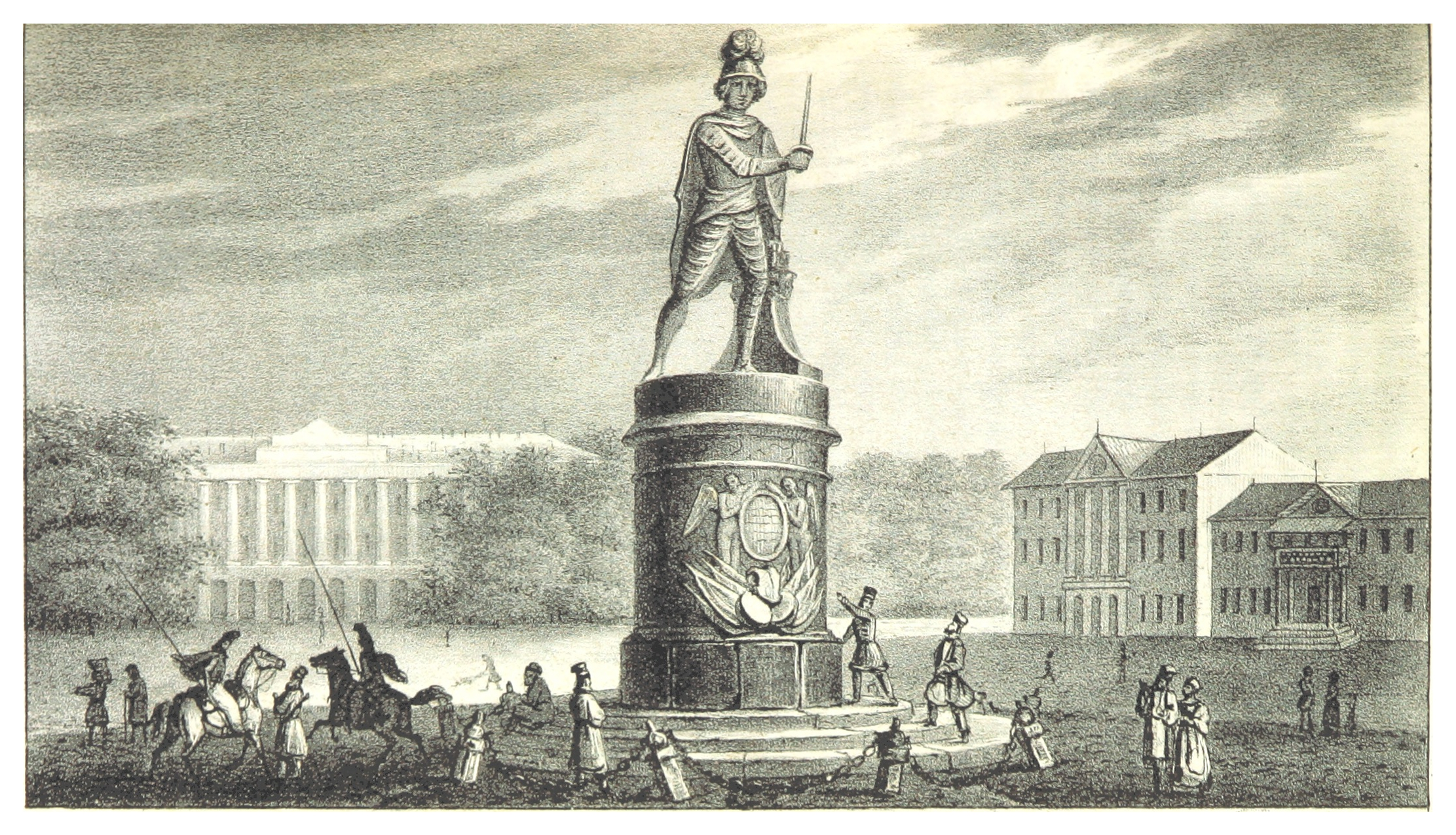
تصویری از بنای یادبود در سال ۱۸۳۶

قرار بود این بنای یادبود در ابتدا در گاتچینا قرار گیرد، تا اینکه امپراتور پاول مکان جدیدی را تعیین کرد تا به اقامتگاه جدیدش در قلعه میخائیلوفسکی نزدیک باشد. این بنای یادبود در ابتدا در قسمت جنوبی چمنزارهای تزاریتسین، که اکنون میدان مارس نامیده می‌شود، نزدیک رودخانه مویکا قرار داشت. در سال ۱۸۱۸، منطقه اطراف قلعه میخائیلوفسکی توسط معمار کارلو روسی بازسازی شد، که پیشنهاد انتقال بنای یادبود به میدانی تازه ایجاد شده رو به رودخانه نوا را داد. امپراتور الکساندر اول این پیشنهاد را تأیید کرد و این میدان به میدان سووروف معروف شد. در مقطعی بین سال‌های ۱۸۰۱ تا ۱۸۱۸، حصاری زنجیری که توسط گلوله‌های توپ پشتیبانی می‌شد، در اطراف بنای یادبود ساخته شد. در سال ۱۸۳۴ مشخص شد که پایه مرمری اصلی ترک خورده است و بین سال‌های ۱۸۳۶ تا ۱۸۳۸ با یک پایه گرانیتی صورتی با همان طرح جایگزین شد

در طول محاصره لنینگراد، نقشه‌هایی برای پنهان کردن بنای یادبود در زیرزمین خانه‌ای در همان نزدیکی کشیده شد، اما دهانه پنجره خیلی کوچک بود و نقشه پنهان کردن بنای یادبود هرگز عملی نشد. داستانی مطرح شد مبنی بر اینکه یکی از بمب‌های متعددی که بر روی شهر انداخته شد، با فاصله کمی از کنار بنای یادبود عبور کرده و به زیرزمین خانه برخورد کرده است. این بنای یادبود موضوع شعری از وسولود روژدستونسکی در سال ۱۹۴۱ با عنوان «بنای یادبود سووروف» بود که سطرهای آغازین آن به این موضوع اختصاص دارد.
«در میان فضاهای آفتابی بالتیک، بر فراز نوای پهناور، به عنوان خدای جنگ، سووروف برنزی گل رزتصویری از شکوه نبرد روسیه."
این بنای یادبود از محاصره لنینگراد بدون آسیب جان سالم به در برد.
مدل‌های اولیه این بنای یادبود در گالری ترتیاکوف مسکو و موزه روسیه سن پترزبورگ به نمایش گذاشته شده‌اند.